# Lawrence J. Smith
Lawrence Jack Smith (New York, 25 aprile 1941) è un politico statunitense, membro della Camera dei Rappresentanti per lo stato della Florida dal 1983 al 1993.

## Biografia
Nato a Brooklyn, Smith si iscrisse all'Università di New York e dopo la laurea in legge lavorò come avvocato a New York e ad Hollywood, in Florida. Entrato in politica con il Partito Democratico, tra il 1978 e il 1982 fu membro della Camera dei rappresentanti della Florida.
Nel 1982 Smith si candidò alla Camera dei Rappresentanti per un distretto congressuale di nuova creazione e riuscì ad essere eletto. Riconfermato dagli elettori per altri quattro mandati, non si ripresentò alle elezioni nel 1992 e lasciò il Congresso dopo dieci anni di permanenza.
Nel 1993 patteggiò una condanna a tre mesi di carcere per evasione fiscale.